# Omicourt
Omicourt ist eine französische Gemeinde mit 43 Einwohnern (Stand: 1. Januar 2022) im Département Ardennes in der Region Grand Est. Sie gehört zum Arrondissement Charleville-Mézières und zum Kanton Nouvion-sur-Meuse. 

## Geographie
Omicourt liegt etwa 16 Kilometer südsüdöstlich von Charleville-Mézières und etwa elf Kilometer westsüdwestlich von Sedan am Canal des Ardennes. Umgeben wird Omicourt von den Nachbargemeinden Sapogne-et-Feuchères im Nordwesten und Norden, Saint-Aignan im Norden und Nordosten, Chémery-Chéhéry im Osten und Süden sowie Vendresse im Westen.

## Bevölkerungsentwicklung
| Jahr                       | 1962 | 1968 | 1975 | 1982 | 1990 | 1999 | 2006 | 2019 |
| Einwohner                  | 39   | 47   | 26   | 26   | 27   | 34   | 45   | 38   |
| Quellen: Cassini und INSEE |      |      |      |      |      |      |      |      |

## Sehenswürdigkeiten
- Kirche Saint-Memmie aus dem 12. Jahrhundert

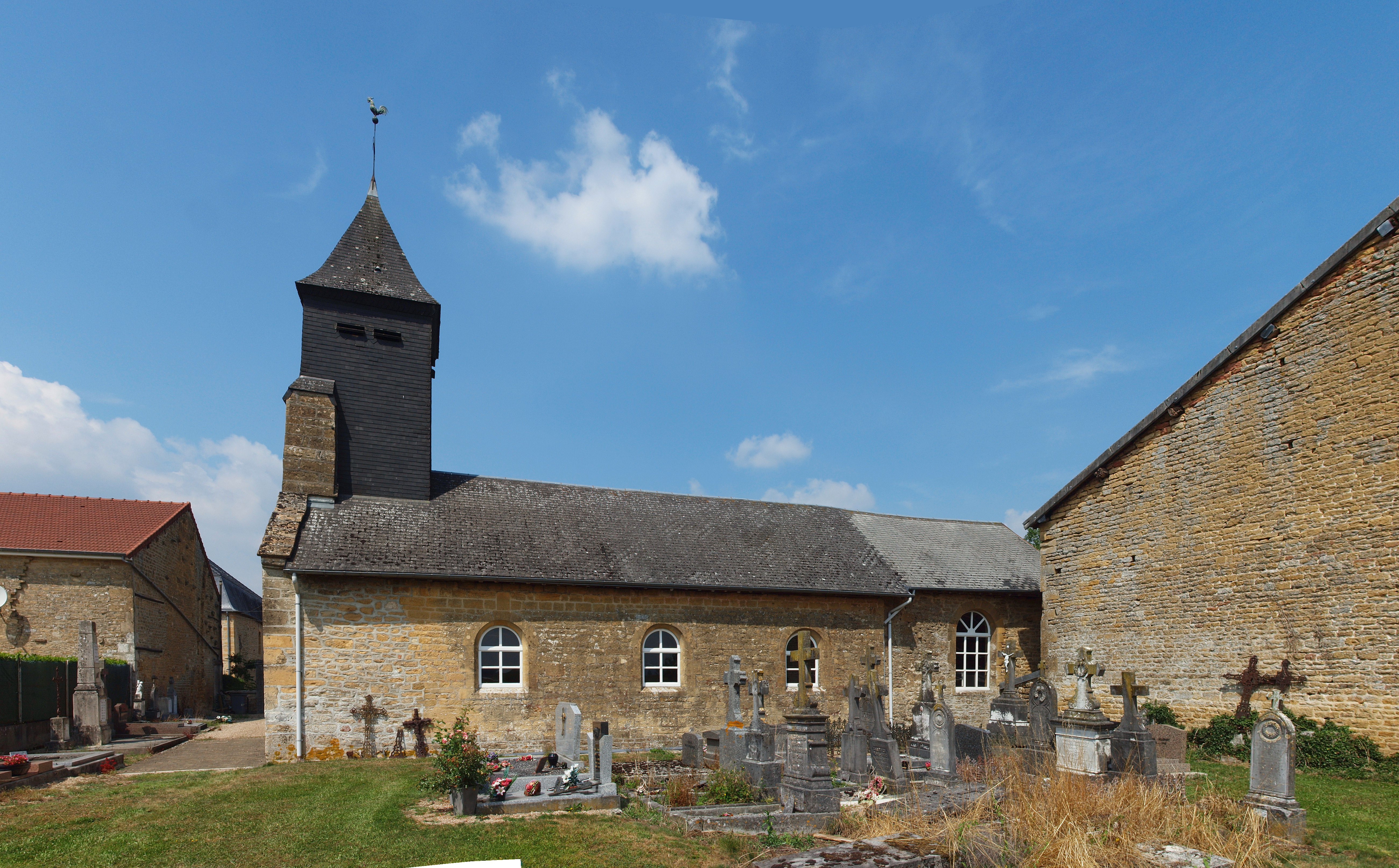
Kirche Saint-Memmie